# Magnus II de les Òrcades
Magnus II (c. 1185 o 1190 – 1239) fou el primer de la línia Angus de earls escocesos (o jarls) de les Òrcades. El seu títol era "Earl of Orkney and Caithness". Era fill de Gille Críst, Earl d'Angus, i de la seva segona esposa, Ingibiorg Ericsdottir de Caithness; Ingibiorg era néta de l’Orkneyar Jarl Rögnvald Kali Kolsson. Magnus rebé el Comtat de les Òrcades del rei Haakon IV de Noruega el 1236 després de la mort de Jon Haraldsson el 1231, tot i que hi havia altres candidats. El primer Magnus de les Òrcades fou Sant Magnus Erlendsson, qui governà des del 1108 fins cap al 1117. Magnus II morí tres anys més tard, succeint-lo el seu fill Gilbert.